# 絕地計劃
《絕地計劃》（英語：A Simple Plan）是一部1998年美國犯罪驚悚電影。由山姆·雷米執導，主演是比爾·派斯頓、比利·鮑伯·松頓和布莉姬·芳達。依據美國作家史考特·史密斯所撰寫的1993年同名小說為基礎，本片讓編劇史考特·史密斯與演員比利·鮑伯·松頓，各接獲奧斯卡金像獎「最佳改編劇本」與「最佳男配角」提名。

## 概述
故事劇情探討人性在金錢的影響之下，眾人所產生的嚴重扭曲現象，亦描述出人物的心理層面與道德關念。整個舞臺由隆冬冰封的鄉村小鎮展開，在淳樸的鄉野氣息中，刻畫出『人為財死，鳥為食亡』的悲哀。

## 劇情簡介
除夕當天，漢克及其兄長雅各、朋友路等三人為了追偷雞的狐狸及跑掉的寵物狗，無意間在一處冰封的森林中發現一架失事的小飛機。裡面除了有具屍體外，還有一大袋現金。
三人認為這麼一大筆來路不明的錢一定是髒錢。漢克打算報警，但路極力主張昧下這筆錢，而腦筋不太靈光的雅各也見錢眼開。漢克終被說服，但要求由他來將這筆錢保留到開春。待飛機為人尋獲後，若無人過問這筆錢，便依協議平分後遠走高飛；若有人問起，便立即燒掉以除後患。路勉強同意，但要求把錢先數過一遍。在食屍的烏鴉見證下，總數共440萬美金。
三人數錢數到晚上，恰逢認識的警長卡爾路過。為免啟人疑竇，漢克前去招呼，稱三人因為追狗所以待到現在。雅各加入談話，但因腦筋不靈光而差點說溜嘴，漢克硬是打圓場，但心下忐忑。在回程中，知道是路鼓動雅各加入談話，更加怒不可遏，聲稱但有風吹草動就一把火燒了錢也不進監獄。這是三人第一次為這筆錢起勃谿。
漢克要求路連對老婆都要保密，自己卻一回到家就對孕妻莎拉和盤托出。莎拉主張將一小部份錢歸回原位以掩人耳目。漢克找來哥哥幫忙，卻以將屍體歸位為由作掩飾。漢克鑽進飛機放錢時恰逢追狐狸的老農夫經過。不善言詞的雅各眼看圓不了謊，情急之下往老農夫後腦就是一棍。漢克打算棄屍並將現裝偽裝成意外以掩護哥哥。老農卻在途中竟然醒轉，漢克不得不動手滅口並依原計畫棄屍。分頭會合的雅各竟打算投案，漢克不得不對他自承人是在自己手中斷氣的。
屍體很快就被發現，來不及被大雪掩蓋形跡，幸好無人懷疑。莎拉由報上消息找到錢的來源是綁票所得。雅各告知要用自己那一份修好父親因破產而破敗的農場並經營。漢克指出這不符計劃，而且正因農場經營不易才導致已故的父親破產。雅各堅持那是自己的家，而破產的原因有一部份是因為漢克高昂的大學學費。兄弟開始不合。
路因需錢孔急而夜訪漢克，想提前拿到自己那一份，不惜抖露自己由雅各那裡得知命案真相。漢克不得不動之以利害，並說出藏錢的所在，將路打發走。
莎拉分娩，雅各探視。漢克責備他洩漏秘密，強迫他選邊站。受逼不過的雅各無奈之下選擇自己的親兄弟。莎拉要求漢克偷偷錄下路的自白以自保，還要雅各暗助以成事。為了讓雅各答應出賣朋友，漢克答應幫助大哥得回農場。雅各則提到兩人的父親其實是故意出意外以取得保險金抵償債務。
設局的行動順利展開，雅各所言不符期望，又連同路笑話漢克從前的糗事，惹得漢克極度不悅，卻也因此降低不安的感覺，順利引誘路以漢克的角度說出「殺人自白」並錄音。漢克毫不留情的指出兩人公共形象之高下，想令路放棄以命案脅迫他們兄弟。好友三人自此反目。路手持家中獵槍衝出來對著漢克想要回錄音帶，聲稱為保住自己的車子而需錢孔急。雅各為保護弟弟也從車中取出獵槍對著路，在路作勢扣板機前率先開槍。
路的老婆貝姬見到各人持槍對峙互射的場面和言語，認定漢克兄弟為錢殺人，拿起路的獵槍上膛。漢克急忙奪下，企圖好言相勸。貝姬躲進廚房，卻原來是找出手槍對付漢克。漢克開槍自保，路夫妻兩人全倒在血泊中。
漢克將現裝偽裝成夫妻吵架互射，又與大哥套好供詞，將場面應付過去。
一名聯邦調查局探員會同警長訊問兩兄弟是否有飛機降落於此，因為雅各之前曾對警長提及飛機的事。探員是與一場劫案有關，並約好第二天一早四人一起去找可能落在森林裡的飛機。由於與報上看到的案情不同，莎拉認定事有蹊蹺，來人可能不是政府探員，而是綁匪之一，企圖尋回犯罪所得，必須從長計議。漢克因心理壓力，又因莎拉的計議已害死三人，決定交回贓款。夫妻倆大吵一架，終於還是因現實經濟情況決定見機行事。
漢克撇下大哥赴約，莎拉在家打電話詢問聯邦調查局是否真有該名探員。在證明該「探員」實為匪徒假扮後，漢克本應照計劃立即回家躲避，卻又顧及警長安危而跟著去找飛機，但趁機偷拿警局內的警槍以防不測。雅各受莎拉所託也趕到現場，假裝一起分頭找飛機。假探員在找到飛機後擊斃警長，卻不防漢克身上也有藏槍，還殺過人，而遭一槍斃命。
漢克在現場編造案發經過，並企圖與大哥串供。雅各卻因涉及過多血腥而再無法承受，要求親弟弟一槍打死他，否則他就用警長的槍自盡，這樣供詞就圓不過來了。漢克無法可想，終不得不扣下板機。
真正的聯邦調查局探員前來查案並詳述案情。那筆錢果然是勒贖的贜款，而假探員則是綁匪之一。雖然錢裡面來不及放追踪器，但裡面約有十分之一的鈔票號碼登記在案。一用就會被察覺。
知道那筆錢不能用的漢克將鈔票倒進壁爐裡全燒了。莎拉極力阻止卻也無計可施。夫妻兩人又回到原先的生活，只是更不快樂。電影在漢克的內心獨白中結束。漢克稱，他的確有時不會想起那些事情，但那種時候少之又少。他只能站在父親所留下的破敗農場前回想這一切。

## 人物角色
| 演員            | 角色名稱                    | 備註       |
| --------------- | --------------------------- | ---------- |
| 比爾·派斯頓     | 漢克·米契（Hank Mitchell）  | 雅各的弟弟 |
| 比利·鮑伯·松頓  | 雅各·米契（Jacob Mitchell） | 漢克的哥哥 |
| 布蘭特·布利斯科 | 路·錢伯斯（Lou Chambers）   | 漢克的朋友 |
| 布莉姬·芳達     | 莎拉·米契（Sarah Mitchell） | 漢克的妻子 |
| 蓋瑞·科爾       | Neil Baxter                 |            |
| Jack Walsh      | Tom Butler                  |            |
| Chelcie Ross    | Sheriff Carl Jenkins        |            |
| 貝琪·安·貝克    | Nancy Chambers              |            |

## 獎項
| - 奧斯卡金像獎 - 「最佳改編劇本獎」：史考特·史密斯 - 「最佳男配角獎」：比利·鮑伯·松頓 - 金球獎 - 「最佳男配角獎」：比利·鮑伯·松頓 | - 美國國家影評人協會 - 「年度十大佳片」 - 洛杉磯影評人協會 - 「最佳男配角獎」：比利·鮑伯·松頓 - 波士頓影評人協會 - 「最佳男配角獎」：比利·鮑伯·松頓 - 美國廣播影評人協會 - 「年度十大佳片」 - 「最佳改編劇本獎」：史考特·史密斯 - 「最佳男配角獎」：比利·鮑伯·松頓 |

## 外部連結
- 互联网电影数据库（IMDb）上《絕地計劃》的资料（英文）
- Box Office Mojo上《絕地計劃》的資料（英文）